# Lake Letas
Der Lake Letas ist ein See im Inselstaat Vanuatu. Er ist mit einer Fläche von 19 Quadratkilometern der größte See des kleinen Landes in der Südsee.

## Lage und Daten
Der See liegt im Zentrum der Vulkaninsel Gaua am Fuße des aktiven Vulkanes Mount Garat. Die Insel Gaua liegt im nördlichen Teil des Staatsgebietes Vanuatus. Der See hat eine Fläche von 19 Quadratkilometern und eine mittlere Tiefe von 42 Metern. An seiner tiefsten Stelle beträgt die Tiefe des Lake Letas 119 Meter. Das Wasservolumen des Sees beträgt circa 0,8 Kubikkilometer. Der einzige Ausfluss des Sees ist der kurze Mbe Solomul mit dem Siri-Wasserfall, der das Wasser des Sees in den Pazifischen Ozean abführt.

## UNESCO-Weltnaturerbe
Der Lake Letas, der Siri-Wasserfall und die umliegenden Flüsse stehen seit 2004 als Kandidat für das UNESCO-Weltnaturerbe auf der Tentativliste von Vanuatu.

## Nutzung
Die Nutzung des Lake Letas ist Thema der vanuatuischen Politik. Es gibt Vorschläge, ein Wasserkraftwerk  zu errichten oder eine Naturschutzzone einzurichten. Eine Entscheidung steht noch aus.